# Purshia plicata
Purshia plicata là loài thực vật có hoa trong họ Hoa hồng. Loài này được (D. Don) Henrickson miêu tả khoa học đầu tiên năm 1986.

## Hình ảnh

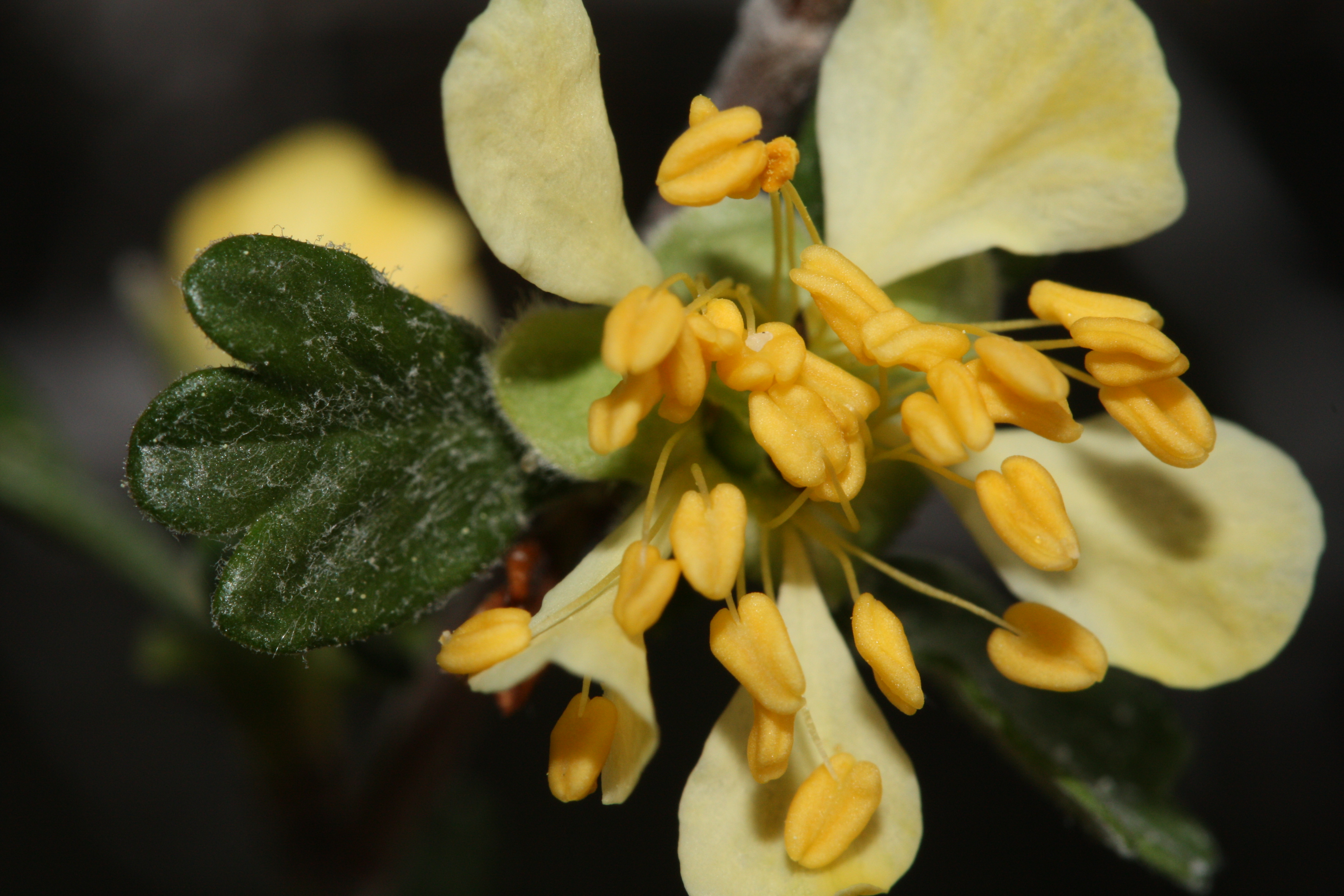
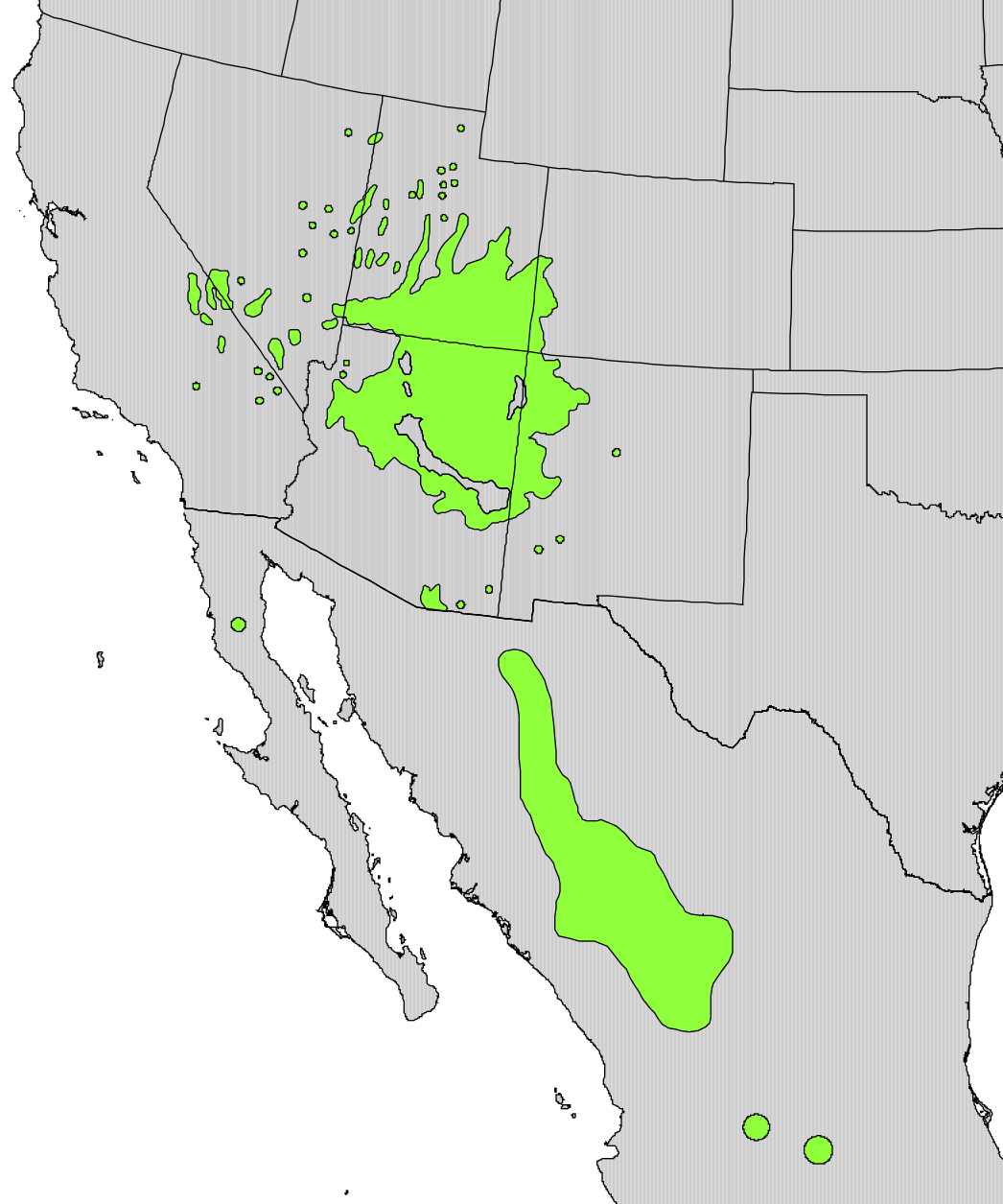
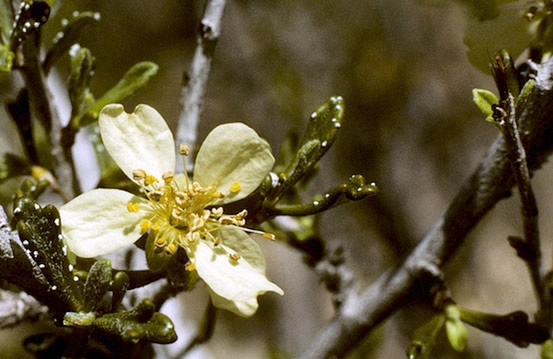